# Горит

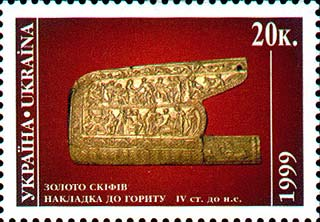
Поштова марка України з зображенням золотої обкладки гориту.

Гори́т (дав.-гр. γωρυτός, лат. gorytus) — дерев'яний чохол для лука й стріл, що використовувався, в основному, скіфами в кінці VI — початку II століть до н. е.
Покриті золотими накладними пластинами з художніми рельєфними зображеннями горити були знайдені в скіфських курганах Солоха й Чортомлик (IV століття до н. е.). Зображення гориту є на золотій скіфській вазі з кургану Куль-Оба (IV століття до н. е.).